# Gnorimosphaeroma albicauda
Gnorimosphaeroma albicauda är en kräftdjursart som beskrevs av Nunomura2005. Gnorimosphaeroma albicauda ingår i släktet Gnorimosphaeroma och familjen klotkräftor. Inga underarter finns listade i Catalogue of Life.